# Abraham Baldwin

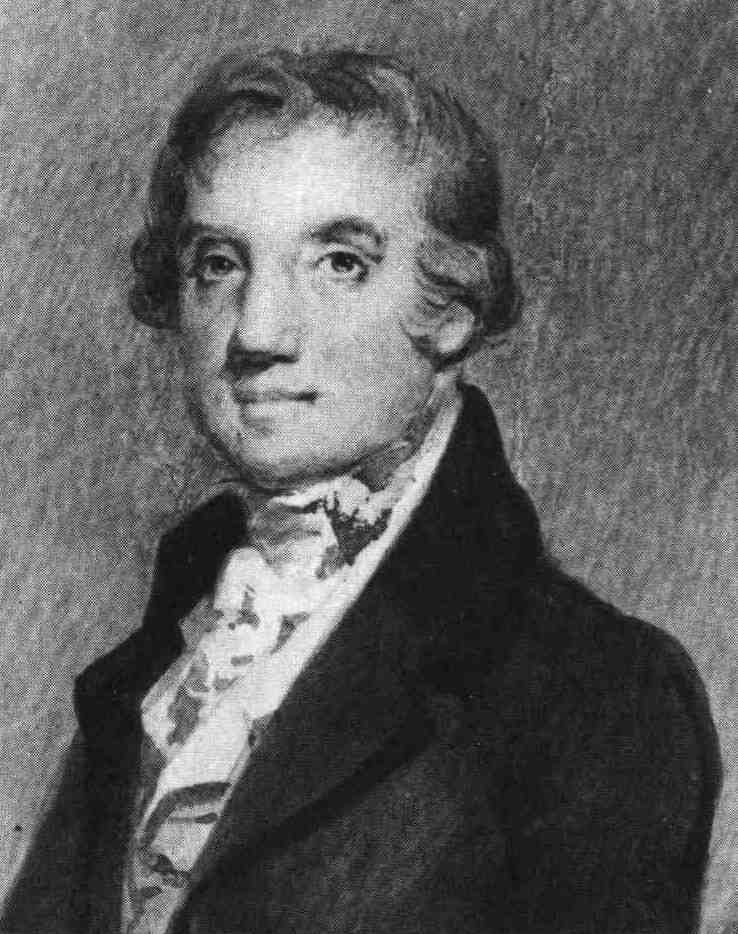
Abraham Baldwin

Abraham Baldwin (* 23. November 1754 in Guilford, Kolonie Connecticut; † 4. März 1807 in Washington, D.C.) war ein US-amerikanischer Politiker und einer der Gründerväter der Vereinigten Staaten. Er repräsentierte die damalige britische Kolonie Province of Georgia im Kontinentalkongress und war nach der Verabschiedung der Verfassung der Vereinigten Staaten Mitglied des Repräsentantenhauses sowie des Senats.

## Leben
Abraham Baldwin war der Sohn eines Schmiedes, welcher mit zwei Ehefrauen insgesamt zwölf Kinder hatte. Neben Abraham erlangten zwei weitere seiner Geschwister eine gewisse Bekanntheit: Sein jüngerer Bruder Henry wurde beigeordneter Richter (Associate Justice) am Obersten Gerichtshof, seine Schwester Ruth heiratete den Poeten und Staatsmann Joel Barlow.
Nach dem Besuch der örtlichen Dorfschule nahm Baldwin ein Studium an der Yale University im nahen New Haven auf, welches er 1772 abschloss. Drei Jahre später übernahm er an derselben Universität ein religiöses Amt und Aufgaben als Tutor. Im Jahre 1779 wurde Baldwin Kaplan in der Kontinentalarmee. Zwei Jahre später lehnte er ein Angebot für eine Professur in Yale ab. Stattdessen begann er nach dem Unabhängigkeitskrieg ein Rechtsstudium und wurde 1783 als Anwalt zugelassen.
Obwohl er die Professur abgelehnt hatte, überzeugte ihn der Gouverneur von Georgia, Lyman Hall, ein Angebot anzunehmen, einen Ausbildungsplan für die Schul- und Hochschulausbildung des Staates zu entwickeln, eine Aufgabe, die er annahm, weil er der festen Überzeugung war, dass Bildung der Schlüssel zur Entwicklung der Grenzstaaten wie Georgia war. Baldwin wurde ins Repräsentantenhaus von Georgia gewählt und entwickelte ein Bildungskonzept, in dem auch Land durch den Staat zur Verfügung gestellt wurde, um die University of Georgia in Athens zu gründen, die erste staatlich geförderte Universität der Vereinigten Staaten. Die Universität wurde am 27. Januar 1785 gegründet und Baldwin wurde der erste Präsident der Institution während der Planungsphase. 1801 öffnete das Franklin College of Arts and Sciences, das erste College der Universität, seine Pforten. Zu diesem Zeitpunkt folgte Josiah Meigs Baldwin als Präsident der Universität nach.
Die Universität wurde architektonisch der Universität Yale nachempfunden, der ursprünglichen Alma Mater Abraham Baldwins.

## Kontinentalkongress
In der Folge praktizierte Baldwin als Rechtsanwalt in Georgia. 1785 wurde er in den Kontinentalkongress entsandt. Zwei Jahre später starb sein Vater; Baldwin übernahm dessen Schulden und sorgte für die Ausbildung seiner Halbgeschwister. Im selben Jahr nahm er an der Philadelphia Convention teil. Danach wurde er in den US-Kongress gewählt, in dem er 18 Jahre diente: zehn Jahre im Repräsentantenhaus (1789–1799), acht im Senat (1799–1807). Er wurde in dieser Zeit ein erbitterter Widersacher Alexander Hamiltons und seiner Politik sowie – im Gegensatz zu den meisten anderen in Neuengland geborenen Abgeordneten – ein Verbündeter von James Madison und Thomas Jefferson von der Demokratisch-Republikanischen Partei. Abraham Baldwin war ein entschiedener Befürworter der Sklaverei.

## Tod und Nachlass
Baldwin starb 1807 nach einer kurzen Krankheit im 53. Lebensjahr. Da er zu diesem Zeitpunkt Mitglied des Senats war, wurde er auf dem Rock Creek Cemetery in Washington beerdigt. Nach ihm sind das Baldwin County in Alabama und das Baldwin County in Georgia sowie das Abraham Baldwin Agricultural College (ABAC) in Süd-Georgia benannt.
Laut Aufzeichnungen Baldwins, die 1987 an die Öffentlichkeit gelangten, hatte George Washington ihm privat einmal anvertraut, dass er nicht glaubte, die Verfassung der Vereinigten Staaten würde länger als 20 Jahre in Kraft bleiben.